# Sydney Chapman (matematiker)
Sydney Chapman, född 29 januari 1888 I Eccles, Salford, död 16 juni 1970 i Boulder, Colorado, var en brittisk matematiker, matematisk fysiker och geofysiker.

## Biografi
Chapman påbörjade universitetsstudier i Manchester 1904, vid 16 års ålder. Inledningsvis studerade han till ingenjör, och tog också en ingenjörsexamen, men utvecklade ett sådant intresse för matematik att han stannade kvar ett ytterligare år på universitetet för att även ta en examen i matematik. På inrådan av en lärare i Manchester sökte han sig därefter till Trinity College vid Cambridgeuniversitetet, som allmänt ansågs ge den bästa och mest krävande utbildningen i matematik. Chapman tog examen med högsta betyg 1910, och påbörjade forskning i ren matematik under G.H. Hardy, men inbjöds samma år av Frank Watson Dyson att bli hans assistent vid Observatoriet i Greenwich. Från 1914 till 1919 återvände Chapman till Cambridge som lektor i matematik, från 1919 till 1924 var han professor i matematik i Manchester och flyttade sedan till Imperial College i London.
År 1946 valdes Chapman till att inta lärostolen för Natural Philosophy vid universitet i Oxford och tilldelades ett stipendium vid Queens College. Efter sin pensionering från Oxford fortsatte han en internationell karriär med forskning och föreläsningar runt hela världen. Till denna kan räknas universitet i Alaska, Colorado, Istanbul, Kairo, Prag och Tokyo.
Chapman invaldes 1948 som utländsk ledamot nummer 854 av Kungliga Vetenskapsakademien. Han valdes också in i de nationella vetenskapliga akademierna i USA, Norge, och Finland. Han tjänstgjorde som president i London Mathematical Society åren 1929–1931 och i Royal Meteorological Society 1932–1933.

## Forskning
Chapmans främsta insatser gällde området stokastiska processer, framför allt Markovprocesser. Chapman och ryssen Andrej Kolmogorov formulerade oberoende av varandra de grundläggande ekvationerna inom detta område, Chapman-Kolmogorovs ekvationer.
Chapman och den svenske fysikern David Enskog vidareutvecklade oberoende av varandra den kinetiska gasteorin genom att utöka Boltzmanns lag med det som kom att kallas Chapman-Enskogmetoden.
Chapman gjorde också flera insatser inom geofysiken. 1930 klarlade han de fotokemiska mekanismer som ger upphov till ozonskiktet. Han studerade också flera andra geofysiska och astrofysiska fenomen inom aeronomin. Han var för övrigt den som namngav området aeronomi.

## Utmärkelser
Chapman tilldelades många utmärkelser under sin karriär, bland andra:
- Smith Prize, 1913
- Fellow of the Royal Society, 1919
- Royal Society Bakerian lecturer, 1931
- Royal Society Royal Medal, 1934
- London Mathematical Society De Morgan Medal, 1944
- Gold Medal of the Royal Astronomical Society, 1949
- Fellow of the Royal Society of Edinburgh, 1953
- Copley Medal of the Royal Society, 1964
- Symons Gold Medal of the Royal Meteorological Society, 1949